# Кубок России по кёрлингу среди мужчин 2009
Кубок России по кёрлингу среди мужчин 2009 проводился с 6 по 9 ноября 2009 года в городе Дмитров (Московская область). Турнир проводился в ??-й раз.
Одновременно турнир являлся первым кругом чемпионата России среди мужчин 2010.
В турнире принимали участие 8 команд.
Обладателями Кубка стала команда «Сборная Ленинградской области» (Ленинградская область; скип Алексей Целоусов), второе место заняла команда «ЭШВСМ „Москвич“-1» (Москва; скип Александр Кириков), третье место — команда «Москвич» (Москва; скип Андрей Дроздов).
В те же дни и там же проводился Кубок России по кёрлингу среди женщин 2009.

## Формат соревнований
Команды в одной группе играют друг с другом по круговой системе в один круг. Командам начисляются очки: за победу — 1 очко, за поражение — 0 очков. Итоговое ранжирование команд производится по количеству набранных очков. В случае равенства очков у двух команд высшее место занимает команда, победившая в личной встрече. В случае равенства очков у трех и более команд ранжирование проводится по количеству очков, набранных командами во встречах между собой; при равенстве предыдущего показателя определяются 2 лучшие команды по результатам тестовых бросков в дом (ТБД, англ. Draw Shot Challenge, DSC, в сантиметрах, команда с меньшим результатом занимает более высокое место); высшее место среди них занимает команда, победившая в личной встрече.
Все матчи проводятся в 8 эндов.

## Команды
|    | Команда                                 | Скип              | Третий              | Второй            | Первый             | Запасной          |
| -- | --------------------------------------- | ----------------- | ------------------- | ----------------- | ------------------ | ----------------- |
| А1 | ЭШВСМ «Москвич»-1 (Москва)              | Александр Кириков | Вадим Школьников    | Роман Кутузов     | Александр Козырев  |                   |
| А2 | Лесгафтовец-Адамант-2 (Санкт-Петербург) | Пётр Дрон (4-й)   | Игорь Минин (скип)  | Станислав Семёнов | Виктор Воробьёв    | Артур Ражабов     |
| А3 | СКА - ШВСМ ЗВС (Санкт-Петербург)        | Валентин Деменков | Денис Яковлев       | Иван Уледев       | Никита Першаков    |                   |
| А4 | Лесгафтовец-Адамант-1 (Санкт-Петербург) | Антон Бобров      | Александр Бойко     | Александр Орлов   | Владимир Бельмас   | Александр Бадилин |
| А5 | ЭШВСМ «Москвич»-2 (Москва)              | Вадим Стебаков    | Денис Килба         | Александр Челышев | Артур Али          | Иван Сметанкин    |
| А6 | Сборная Ленинградской области           | Алексей Целоусов  | Дмитрий Рыжов       | Алексей Камнев    | Александр Чугайнов |                   |
| А7 | Москва                                  | Евгений Архипов   | Вадим Раев          | Виктор Корнев     | Сергей Манулычев   |                   |
| А8 | Москвич (Москва)                        | Андрей Дроздов    | Алексей Стукальский | Антон Калалб      | Артём Болдузев     |                   |

## Результаты соревнований

### Групповой этап
|    | Команда                              | А1  | А2  | А3  | А4  | А5  | А6  | А7  | А8  | В | П | ТБД, сумма, в см | Место |
| -- | ------------------------------------ | --- | --- | --- | --- | --- | --- | --- | --- | - | - | ---------------- | ----- |
| А1 | ЭШВСМ «Москвич»-1 (Кириков)          | *   | 8:1 | 5:6 | 5:4 | 7:2 | 4:7 | 8:4 | 5:4 | 5 | 2 | 715,5            | 2     |
| А2 | Лесгафтовец-Адамант-2 (Минин)        | 1:8 | *   | 3:5 | 4:6 | 7:1 | 8:3 | 6:3 | 2:6 | 2 | 5 | 534,3            | 7     |
| А3 | СКА - ШВСМ ЗВС (Деменков)            | 6:5 | 5:3 | *   | 4:3 | 1:6 | 7:9 | 5:2 | 5:6 | 4 | 3 | 423,5            | 4     |
| А4 | Лесгафтовец-Адамант-1 (Бобров)       | 4:5 | 6:4 | 3:4 | *   | 3:7 | 5:7 | 4:2 | 5:7 | 2 | 5 | 554,9            | 6     |
| А5 | ЭШВСМ «Москвич»-2 (Стебаков)         | 2:7 | 1:7 | 6:1 | 7:3 | *   | 1:4 | 7:9 | 6:2 | 3 | 4 | 242,2            | 5     |
| А6 | Сб. Ленинградской области (Целоусов) | 7:4 | 3:8 | 9:7 | 7:5 | 4:1 | *   | 9:0 | 5:6 | 6 | 1 | 215,5            | 1     |
| А7 | Москва (Архипов)                     | 4:8 | 3:6 | 2:5 | 2:4 | 9:7 | 0:9 | *   | 2:8 | 1 | 6 | 539,9            | 8     |
| А8 | Москвич (Дроздов)                    | 4:5 | 6:2 | 6:5 | 7:5 | 2:6 | 6:5 | 8:2 | *   | 5 | 2 | 366,2            | 3     |

### Итоговая классификация
| Место | Команда                       | Скип              | И | В | П |
| ----- | ----------------------------- | ----------------- | - | - | - |
| 1     | Сборная Ленинградской области | Алексей Целоусов  | 7 | 6 | 1 |
| 2     | ЭШВСМ «Москвич»-1             | Александр Кириков | 7 | 5 | 2 |
| 3     | Москвич                       | Андрей Дроздов    | 7 | 5 | 2 |
| 4     | СКА - ШВСМ ЗВС                | Валентин Деменков | 7 | 4 | 3 |
| 5     | ЭШВСМ «Москвич»-2             | Вадим Стебаков    | 7 | 3 | 4 |
| 6     | Лесгафтовец-Адамант-1         | Антон Бобров      | 7 | 2 | 5 |
| 7     | Лесгафтовец-Адамант-2         | Игорь Минин       | 7 | 2 | 5 |
| 8     | Москва                        | Евгений Архипов   | 7 | 1 | 6 |